# Volkshochschule Hagen

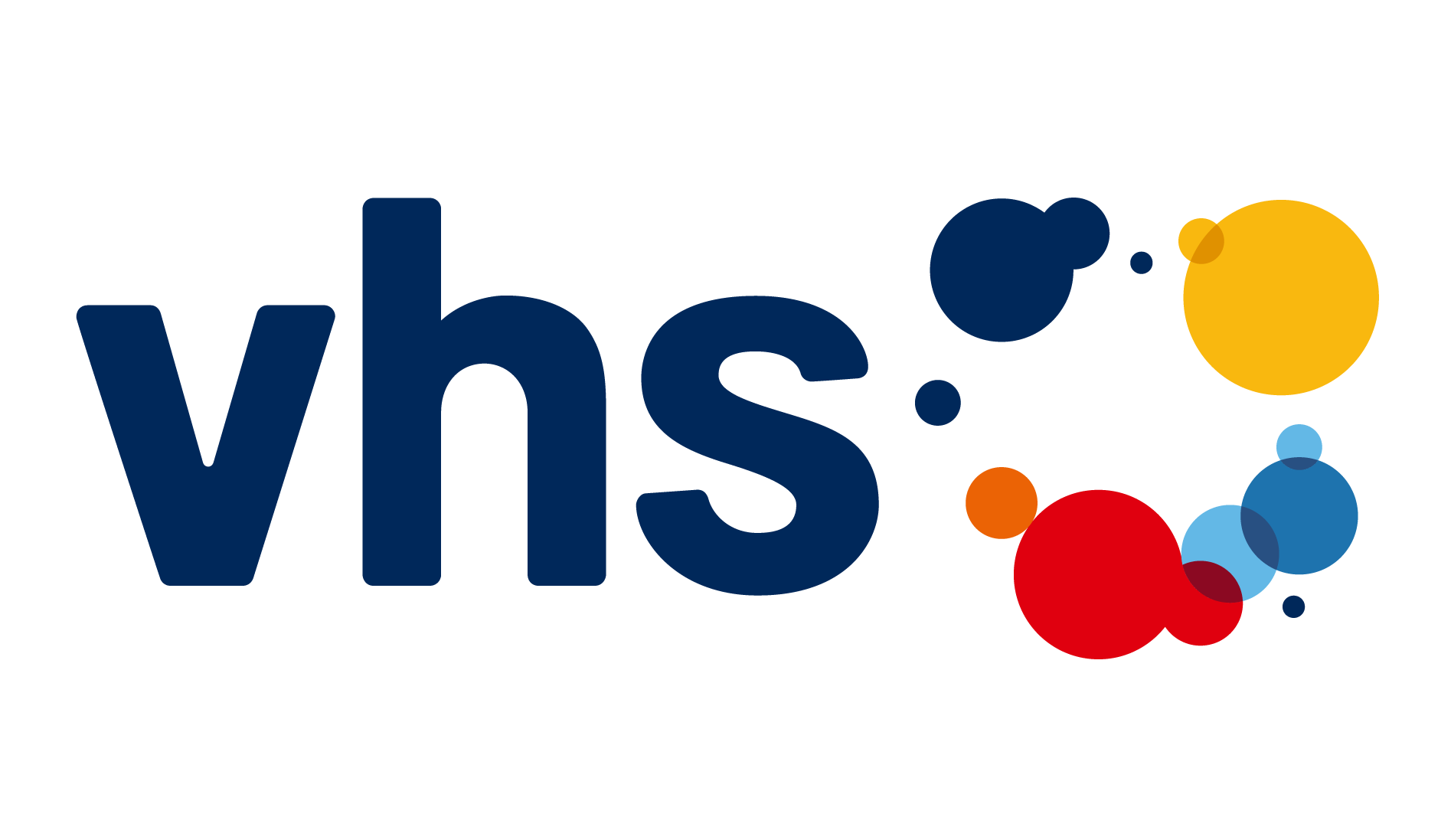
Logo des Deutschen Volkshochschul-Verbandes und auch der VHS Hagen

Die Volkshochschule Hagen ist eine kommunale Weiterbildungseinrichtung für lebensbegleitendes Lernen für alle Bevölkerungsgruppen in Hagen.
Die weltanschaulich und parteipolitisch neutral und unabhängig arbeitende Schule entwickelt für und mit Erwachsenen und Heranwachsenden ein pädagogisches Programm in allen Weiterbildungsbereichen, das sich an den Bedürfnissen und Wünschen ihrer Kunden orientiert:
Die VHS bietet ein umfassendes Weiterbildungs- und Beratungsangebot zu Themen der allgemeinen, politischen, beruflichen, gesundheitlichen, kulturellen und
sprachlichen Weiterbildung mit fast 1.000 Veranstaltungen und über 13.000 Belegungen pro Jahr.

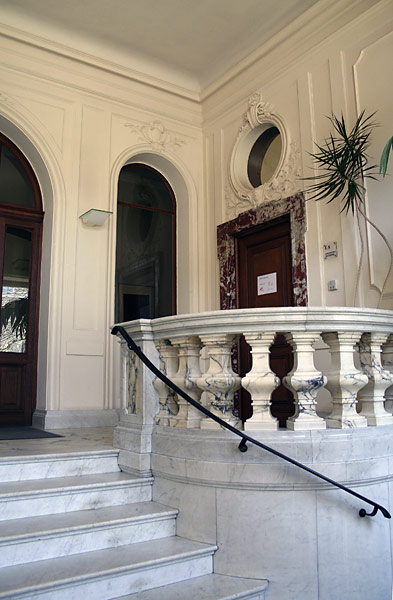
Die Villa Post in Hagen

Volkshochschule und Stadtbücherei bilden den Fachbereich Medien und Weiterbildung der Stadt Hagen. Sie arbeiten mit vielen anderen Kooperationspartnern an einer differenzierten kommunalen Weiterbildungslandschaft und deren gemeinsamer Weiterentwicklung.
Als Veranstaltungsgebäude steht der Bildungseinrichtung seit September 1998 die Villa Post zur Verfügung.